# Martyna Trajdos
Martyna Trajdos (Bełchatów, 5 de abril de 1989) é uma judoca alemã.

## Carreira
Trajdos esteve nos Jogos Olímpicos de Verão de 2020 em Tóquio, onde conquistou a medalha de bronze no confronto por equipes mistas como representante da Alemanha, conjunto de judocas que derrotou o time holandês.